# Jean-Baptiste le Saive der Ältere
Jean-Baptiste le Saive der Ältere (auch Jean le Saive, Jean de Namur le Jeune, Jan Baptiste le Saive, Jan Baptist le Saive; * 1571 in Namur; † 1624 in Mechelen) war ein flämischer Maler des Barock.
Ausgebildet wurde le Saive vermutlich durch seinen Vater, Jean le Saive. Er heiratete 1603 Marie Wyaerts (auch Wiaertsen); aus dieser Ehe gingen die drei Kinder Maximilien, Théodore und Jean-Baptiste hervor. Ihm werden unter anderem die Gemälde Le baptême du Christ (Die Taufe Christi) und das Altarbild Le combat de David et Goliath (Der Kampf von David und Goliath) in der Kathedrale Saint-Rombaut in Mechelen zugeschrieben. Sein Stil war stark durch Joachim Beuckelaer geprägt.